# جوان سيمبسون
جوان سيمبسون (بالإنجليزية: Joanne Simpson)‏ هي عالمة أرصاد أمريكية، ولدت في 23 مارس 1923 في بوسطن في الولايات المتحدة، وتوفيت في 4 مارس 2010 في واشنطن العاصمة في الولايات المتحدة.

## وصلات خارجية
- جوان سيمبسون على موقع الموسوعة البريطانية (الإنجليزية)